# 宮調
宮調，起源於宋代，是元曲中音樂部分的曲調模式。元曲中最常用的有五宮四調，合稱「九宮」或「南北九宮」：
- 正宮、中呂宮、南呂宮、仙呂宮、黃鐘宮稱為「五宮」。
- 大石調、雙調、商調、越調稱為「四調」。

宮調即音律風格及調子，不同宮調有不同的聲情及樂曲調式，決定樂曲聲調的高低及節奏的緩急。